# Frank Bunn
Frank Stephen Bunn (Solihull, 6 novembre 1962) è un allenatore di calcio ed ex calciatore inglese, di ruolo attaccante.

## Biografia
Suo figlio Harry è  a sua volta stato un calciatore professionista.

## Carriera

### Giocatore
Bunn esordisce tra i professionisti nella stagione 1980-1981, all'età di 18 anni, nella seconda divisione inglese con il Luton Town; con gli Hatters nell'arco di due stagioni segna in totale 2 gol in 5 partite di campionato, partecipando alla vittoria della Second Division 1981-1982 e giocando poi 4 partite in prima divisione nella stagione successiva. Nella stagione 1982-1983 si guadagna invece un posto da titolare, segnando 3 gol in 30 partite di campionato, mentre nella stagione 1984-1985 dopo 20 presenze e 4 reti viene ceduto all'Hull City, con cui gioca in seconda divisione fino al 1987 per un totale di 95 presenze e 23 reti in partite di campionato. Gioca poi per un triennio nell'Oldham Athletic: tra il 1987 ed il 1990 segna in totale 26 reti in 78 partite di campionato (tutte in seconda divisione); i suoi anni con i Latics lo vedono inoltre protagonista di un record, in quanto nel 1989 realizza 6 reti in una partita di Coppa di Lega contro lo Scarborough, diventando così il miglior marcatore in una singola partita di tale competizione. Dopo il 1990 continua per un po' a giocare a livello semiprofessionistico, rispettivamente con Stalybridge Celtic e Radcliffe FC, per poi dedicarsi alla carriera da allenatore.
In carriera ha totalizzato complessivamente 252 presenze e 58 reti nei campionati della Football League, tutte tra prima e seconda divisione.

### Allenatore
Dopo aver lavorato come collaboratore tecnico al Wigan, dal 1998 al 2007 ha allenato nelle giovanili del Manchester City. Dal 2007 al 2010 è stato invece vice allenatore del Coventry City, con nel 2008 un breve intermezzo in cui è stato allenatore ad interim degli Sky Blues, nella seconda divisione inglese. Dopo una stagione (la 2011-2012) trascorsa come vice allenatore al Rochdale è poi andato ad allenare l'Under-18 dell'Huddersfield Town. Nella stagione 2018-2019 ha allenato per alcuni mesi l'Oldham, nella quarta divisione inglese, per poi tornare al Wigan come vice allenatore della formazione Under-23 del club.

## Palmarès

### Giocatore

#### Competizioni nazionali
- Campionato inglese di seconda divisione: 1

Luton Town: 1981-1982